# Hawaiian Open 1976
L'Hawaiian Open 1976 è stato un torneo di tennis giocato sul cemento. È stata la 3ª edizione dell'Hawaiian Open, che fa parte del Commercial Union Assurance Grand Prix 1976. Si è giocato a Maui negli Stati Uniti, dal 4 al 10 ottobre 1976.

## Campioni

### Singolare
Harold Solomon ha battuto in finale  Robert Lutz con il punteggio di 6–3, 5–7, 7–5

### Doppio
Raymond Moore /  Allan Stone hanno battuto in finale  Dick Stockton /  Roscoe Tanner con il punteggio di 6–7, 6–3, 6–4